# Либабов, Анвар Зоянович
Анва́р Зоя́нович Либабов (тат. Әнвәр Зоян улы Либабов; род. 2 мая 1958, Нижний Тагил, Свердловская область) — советский и российский актёр театра и кино, клоун.

## Биография
Родился 2 мая 1958 в посёлке Новая Кушва Свердловской области (ныне микрорайон Нижнего Тагила), по национальности — татарин. Вырос в городе Нижний Тагил.
После школы поступил в ветеринарное училище, которое закончил в 1977 году с красным дипломом и сразу поступил и в 1982 году закончил Ленинградский ветеринарный институт. По распределению был направлен на работу главным ветеринарным врачом колхоза имени И. В. Мичурина в Калининской области. Позже перевёлся на работу в совхоз «Ручьи», работал старшим ветеринарным врачом фермы «Лаврики» в Ленинградской области.
В 1981 году поступил в школу-студию пантомимы при клоун-мим-театре «Лицедеи».
В апреле 1987 года завершил карьеру ветеринарного врача и стал клоуном в театре «Лицедеи». С 1987 по 1989 годы был заведующим постановочной частью этого театра, а с 1998 года — генеральным директором. В 2003 году (по другим данным в 2001 году) добровольно оставил должность, чтобы иметь возможность уделять больше времени подготовке театрально-циркового шоу «Кракатук» по мотивам сказки Гофмана «Щелкунчик и мышиный король».
Живёт и работает в Санкт-Петербурге.

### Семья
У Анвара Либабова родная сестра и три троюродных брата, один из которых сталевар, другой — строитель, третий — медицинский работник.
Жена Наталия — в прошлом театральный критик, журналист, главный редактор различных газет. Креативный продюсер в кинокомпании. Познакомились в Ленинградском Доме актёра. Официально оформили свои отношения спустя много лет, когда их дочь уже училась в школе.
Дочь Евгения — искусствовед. Издаёт книги, пишет в основном о музыке. В частности, является автором книги «Король и Шут. Ангелы Панка» — авторизованного изложения истории известной российской панк-группы «Король и Шут».

## Творчество
Творческая деятельность Либабова началась в студенческие годы с участия в КВН, СТЭМ и спектаклях студенческого драматического театра по пьесам А. Володина, Е. Шварца.
Работая ветврачом, Либабов участвовал в художественной самодеятельности — пел в хоре при сельском клубе, продолжал сотрудничать с «Лицедеями».
В 1987 году по приглашению Вячеслава Полунина начал работать в клоун-мим-театре «Лицедеи».
Кино-дебютом Либабова в 1986 году стало участие в музыкальном фильме «Как стать звездой», хорошо известном владельцам первых видеомагнитофонов в СССР. Позже Либабов неоднократно снимался в кино, но всё больше во второстепенных ролях, или в ролях, где не требуется произносить много текста. Значимую и эффектную роль он сыграл в картине Алексея Балабанова «Замок», где текста немного.
Большой работой в кино стала роль Антона Грошева («Гуру») в телесериале «Литейный». По признанию Либабова, это была непростая работа.
У меня были единичные опыты эпизодических ролей с маленьким объемом текста. А здесь пригласили в многосерийный фильм с огромным количеством слов. Сначала учить их, а потом органически произносить для меня о-о-очень сложно. Ведь в клоунаде я обычно молчал и говорил только абсурдные тексты на абракадабрском языке.

### Роли в театре

#### Театр «Лицедеи»
- «Покатуха» — Лысовичок
- «Доктор Пирогофф» — Папарацци
- «Бессолница» — Очкарик
- «Чурдаки» — Ветеран
- «Сны» — Островитянин
- «Асисяй-ревю» — Клошар
- «Катастрофа» — Инвалид
- «Берлинская стена» — Перебежник
- «Летите и пилите»

#### Театр «Приют комендианта»
- «НеГамлет» (Не Hamlet) — доктор Климбер
- «Дневник гения» — Дали-2
- «Лулу»
- «Кракатук» — Дроссельмейер и Мышиный король

#### Театр эстрады им. А. Райкина
- «Эти безумные, безумные звёзды» — Аристотель Давидович, доктор

#### Большой драматический театр им. Товстоногова
- «Фунт мяса» — Бальтазар[8]

#### Санкт-Петербургский театр «Русская антреприза» имени Андрея Миронова
- 2018 «Гражданин Р.Ф.»  О. Солода и В. Крамера — Специалист по зрению
- 2021 «Дни его жизни» О. Солода, В. Крамера, Е. Вестергольм — Рудик
- 2022 «Детектор лжи» В. В. Сигарева — Николай Николаевич Лебедев, гипнотизёр
- 2023 «Дон Кихот» М. де Сервантеса, пьеса Олега Богаева — Санчо Панса

### Фильмография
- 1986 — Как стать звездой — клоун
- 1991 — Суперпробка (Германия) / Superstau — повар
- 1994 — Замок — Артур, помощник землемера
- 1994 — 1998 — Железные бабки — Ниловна
- 1998 — Безсолница шишков, или Новогодняя ночь с Леонидом Лейкиным
- 1998 — Бобака Саскервилей — сторож Беломор
- 1998 — Про уродов и людей — коридорный «взломщик»
- 1998 — Хочу в тюрьму
- 2000 — Дом Надежды — японец
- 2001 — Убойная сила-2, серия «Миссия выполнима» — эксперт «Квазимодыч»
- 2001 — Улицы разбитых фонарей-3, серия «Кошки-мышки» — массажист
- 2003  — Четвёртое желание — японский бизнесмен
- 2004 — Осторожно, Задов! — Диспетчер
- 2006 — Папа на все руки — Эдгар Ио
- 2008 — Не думай про белых обезьян — Ху Пунь
- 2008 — Ответь мне — Антон Грошев
- 2008 — 2012 — Литейный — Антон Грошев («Гуру»)
- 2012 — Инспектор Купер — дед Арсений, бывший зек
- 2014 — Быстрее, чем кролики — инквизитор
- 2014 — Небесный суд. Продолжение — Анатолий
- 2017 — Piter by Каста
- 2017 — Инспектор Купер. Невидимый враг — дед Арсений
- 2017 — Комиссарша — Раух
- 2018 — Гоголь. Вий — Безносый
- 2018 — Гоголь. Страшная месть — Безносый
- 2018 — Атака мертвецов: Осовец — немецкий майор
- 2018 — Гоголь — Безносый
- 2018 — Купель дьявола — Херри
- 2019 — 2022 — Практикант — Пëтр Ефимович Горин, судмедэксперт
- 2021 — Золотые соседи — Лысый
- 2022 — Darknet — глава культа
- 2023 — Чижик-Пыжик возвращается — Огонёк
- 2024 — Папаши — Плейшнер
- 2025 — Семейное счастье
- 2025 — Монохром
- 2025 — Сказки тёмного леса — Фрол

### Участие в концертных проектах
- «Крылья» (Санкт-Петербург) — группа «Наутилус-Помпилиус» и Вячеслав Бутусов
- «Бибигония» (Москва, Санкт-Петербург)
- «На-На над Землей» (Санкт-Петербург, Москва) — группа «На-На»
- «Наутилус Помпилиус. 30 лет под водой»- группа «Наутилус-Помпилиус» и Вячеслав Бутусов

### Озвучивание
- 2018 — Гофманиада

## Признание и награды
- Премия «Фигаро» (2024)[9].
- Премия "Золотой Софит" (2024) - лучший актерский ансамбль - совместно с Сергеем Курышевым
- Приз за лучшую мужскую роль второго плана на кинофестивале «Созвездие» 1994[10].

## Факты
- Анвар Либабов является обладателем двух миниатюрных автомобилей: Ситроен 2CV, 1989 года выпуска и Остин-Мини, 1987 года выпуска. Именно такие машины больше всего нравятся экстравагантному клоуну. Своим машинам он дал имена: Ситроену — «Утица», Мини — «Капелька»[11][12]. «Ситроен» снимался в телесериале «Литейный, 4» в качестве личной машины Антона Грошева[12].
- На сценический грим Либабов тратит всего 35 секунд[13].